# Привалов, Пётр Фролович
Пётр Фро́лович Прива́лов (22 декабря 1898, с. Смолевичи (ныне Клинцовский район Брянской обл.) — 31 декабря 1951, Москва) — советский военачальник, генерал-майор (1940), участник Первой мировой, Гражданской и Великой Отечественной войн. В декабре 1942 года попал в немецкий плен, после войны в СССР арестован, осужден за «измену родине» и расстрелян (30 декабря 1951 года). Посмертно реабилитирован 18 марта 1968 года за отсутствием состава преступления.

## Биография
Пётр Привалов родился 22 декабря 1898 года в селе Осмоловичи Гомельской губернии в семье рабочего. После окончания сельской школы в течение семи лет работал пекарем и чернорабочим.
В 1917 году Привалов был призван в царскую армию, участвовал в Первой мировой войне на Западном фронте, дослужился до звания унтер-офицера.
В марте 1918 года он добровольно вступил в Рабоче-Крестьянскую Красную Армию, служил бойцом морского отряда, участвовал в боях против войск Юденича и Колчака, был ранен. С ноября 1918 года служил в 1-м Украинском Советском Богунском полку в пулемётном подразделении, участвовал в боях против германских войск, гайдамаков, петлюровцев, деникинцев, в 1919 и 1920 году воевал с поляками, в 1921 году — с вооружёнными формированиями на Волыни.
После войны до 1925 года Привалов командовал пулемётными взводом и ротой. В 1926 году он окончил пехотную школу в Киеве, и до 1931 года командовал различными стрелковыми подразделениями. Затем в течение двух лет Привалов служил начальником штаба стрелкового полка, и трёх лет — его командиром. В 1936—1937 годах он был помощником командира дивизии.
В июне 1938 года Привалов был назначен командиром 80-й стрелковой дивизии Киевского особого военного округа. 4 июня 1940 года ему было присвоено звание генерал-майора. В мае 1941 года он окончил Высшие академические курсы при Военной академии Генерального штаба РККА, после чего получил назначение командиром 192-й горнострелковой дивизии в Киевском особом военном округе. По другим сведениям, с мая 1938 года Привалов был помощником командира 44-й стрелковой дивизии, с августа 1939 командиром 192-й горнострелковой дивизии, а Академию Генштаба он окончил в 1942 году.

### Вторая мировая война
В начале Великой Отечественной войны дивизия Привалова сражалась на Юго-Западном фронте в составе 12-й армии, принимала участие в приграничном сражении и Киевской оборонительной операции. В ходе последней дивизия 2 августа 1941 года попала в окружение и понесла большие потери, ведя в течение 5 суток тяжёлые оборонительные бои. Был ранен, после выхода из окружения несколько месяцев находился в госпитале.
Был направлен на учёбу в Академию Генштаба им. К. Е. Ворошилова.
В конце 1941 — начале 1942 года участвовал в боях под Ленинградом (Тихвинская оборонительная операция, Тихвинская наступательная операция, Любанская наступательная операция), командуя Северной оперативной группой 4-й армии и оперативной группой 2-й ударной армии (в составе 191-й, 382-й стрелковых дивизий и 57-й лыжной бригады).
В ноябре 1942 года Привалов был назначен командиром 15-го стрелкового корпуса в составе 6-й армии Воронежского (затем Юго-Западного). Корпус принимал участие в операции Малый Сатурн. 22 декабря 1942 года при посещении командного пункта 267-й стрелковой дивизии в районе Кантемировки группа советских командиров потеряла ориентировку и заехала на занятую немцами территорию, где попала под танковый обстрел, Привалов был ранен осколками в голову и попал в плен.
Плен
Содержался в нескольких немецких концентрационных лагерях. В начале мая 1945 года Привалов был освобождён из лагеря Вайсенбург американскими войсками. Через советскую военную миссию по репатриации в Париже он был 26 мая 1945 года переправлен в Москву. По данным проверки Смерш, Привалов на допросе выдал немецкой армии сведения о химических войсках СССР, спустя некоторое время был заключён в киевскую тюрьму, откуда был освобождён в марте 1943 года, согласившись служить в кавалерийской дивизии СС. Привалов отрицал участие в боях на стороне немцев. Также, по данным НКВД, он пытался бежать из плена в июле, однако был схвачен и снова попал в заключение.
Арест и суд
15 декабря 1945 года Привалов был арестован и отдан под суд. 27 ноября 1951 года Военная коллегия Верховного Суда СССР приговорила бывшего генерал-майора Привалова к высшей мере наказания. Приговор был приведён в исполнение 31 декабря 1951 года. 
Посмертно реабилитирован 18 марта 1968 года за отсутствием состава преступления.

## Награды
- Орден Красного Знамени (20.02.1928)[7]
- Юбилейная медаль «XX лет Рабоче-Крестьянской Красной Армии» (22.02.1938)

## Воинские звания
- полковник (24.12.1935)
- комбриг (17.05.1939)
- генерал-майор (4.06.1940)

### Комментарии
1. ↑  Вместе с Приваловым в плен попал начальник артиллерии корпуса полковник Любинов [4]

### Сноски
1. ↑  Вожакин, 2006, p. 454.
2. 1 2 3 4  Фёдор Свердлов. Советские генералы в плену. — С. 139—142.
3. 1 2 3 4  Вожакин, 2006, p. 455.
4. 1 2  Erickson, 1983, с. 19.
5. 1 2 3 4  Вожакин, 2006, p. 456.
6. ↑  Страница памяти на сайте жертв репрессий. Дата обращения: 12 июня 2023. Архивировано 12 июня 2023 года.
7. ↑  ПРИКАЗ РЕВОЛЮЦИОННОГО ВОЕННОГО СОВЕТА СОЮЗА СОВЕТСКИХ СОЦИАЛИСТИЧЕСКИХ РЕСПУБЛИК по личному составу армии № 101. 23 февраля 1928 года. Москва. — М.: Центральная Типография НКВМ, 1928. — С. 23. — 36 с. — 430 экз.